# Divinità dell'amore

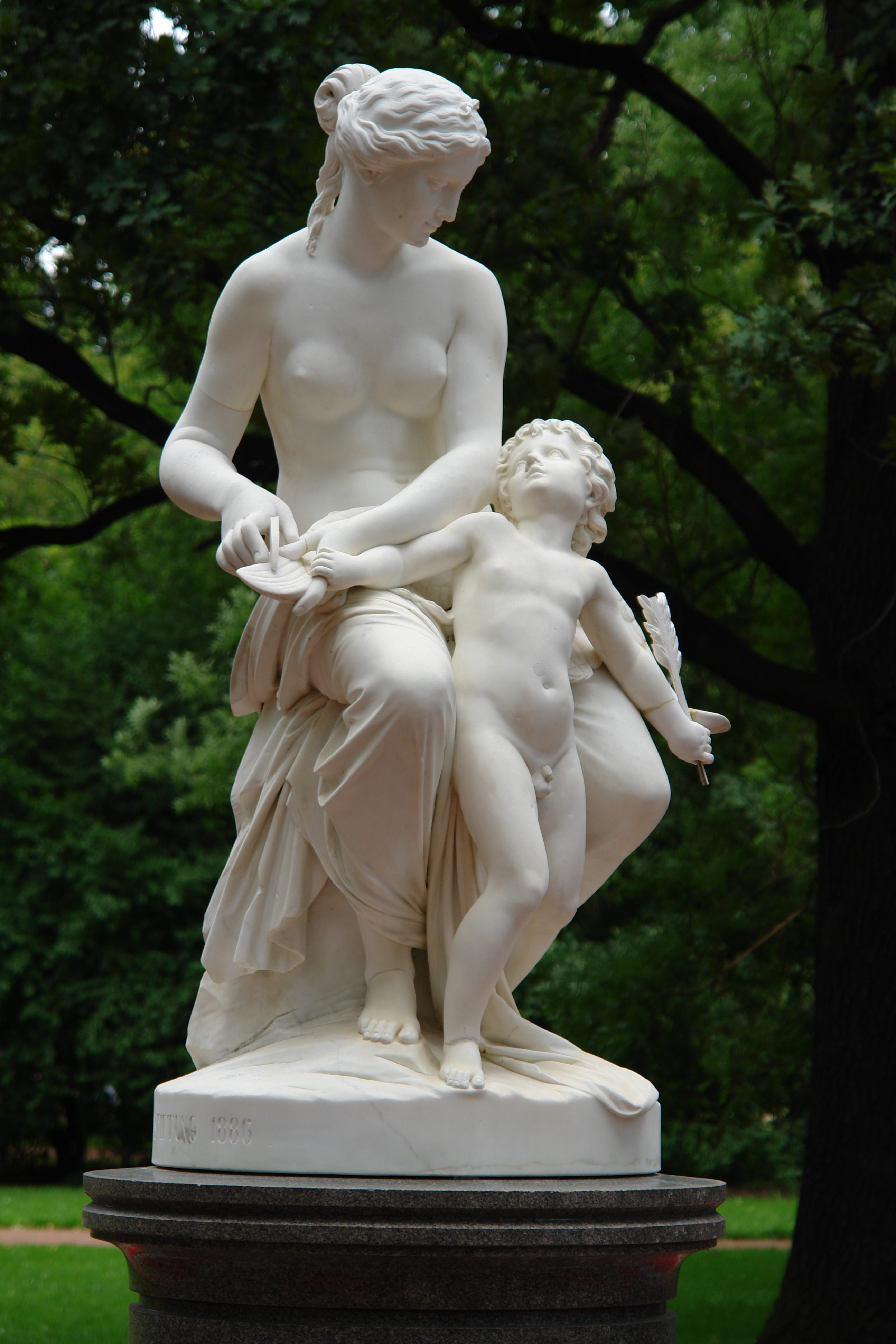
Venere e Cupido (1886), di Theodor Heinrich Bäumer

Una divinità dell'amore è un dio o, più spesso, una dea che viene associata nella mitologia con l'amore, la lussuria o la sessualità. Le divinità dell'amore sono comuni nelle antiche religioni, ma possono essere individuate anche in molte fedi che professano il politeismo.

## Mitologie

### Albanese
- Prende - dea dell'amore presente nel folclore albanese; indicata come "regina di bellezza", il suo giorno sacro era il venerdì[1].

### Armena
- Astghik - dea della fertilità e dell'amore[2]

### Azteca
- Xochiquetzal - dea della fertilità e della bellezza, delle prostitute, del potere sessuale femminile; protettrice delle giovani madri, della gravidanza e del parto, dell'artigianato femminile.
- Xochipilli, dio dell'amore, dell'arte, dei giochi, della bellezza, della danza, dei fiori e del mais, della fertilità, e del canto.
- Tlazolteotl, dea dei "misfatti sessuali".
- Ixcuiname - dea della carnalità in generale, con le sue varie sfumature in Tiacapan (la passione sessuale); Teicu (l'appetito sessuale); Tlaco (la nostalgia sessuale); Xocotzin (il desiderio sessuale)

### Buddista
- Aizen Myo-o o "Ragaraja" - una divinità che trasforma la sessualità mondana in risveglio spirituale; il suo aspetto dalla pelle rossastra rappresenta la sessualità repressa e la passione sfrenata.

### Cananea
- Astarte - dea dell'amore sessuale, della fertilità e della guerra.
- Qadesh - dea dell'amore, della bellezza e del sesso.

### Celtica
- Áine - dea irlandese dell'amore, dell'estate, della ricchezza e della sovranità.
- Clíodhna - dea irlandese a volte identificata come una dea dell'amore e della bellezza.

### Cinese
- Yue Lao - un dio dell'amore, che lega due persone insieme con un filo rosso invisibile[3].
- Hu Tianbao - una divinità che sovrintende l'amore tra gli uomini omosessuali.
- Bai Mudan o Pai Mu-Tan ("White Peony"), una dea che tenta gli uomini, specialmente coloro che sono più dediti all'ascetismo[4].
- Wutong Shen - un gruppo di cinque divinità sfrenate originarie della Cina meridionale. Essi si sono disonorati essendo usi a possedere belle donne.
- Pan Jinlian o P'an Chin-Lien, dea della prostituzione e del bordello[5][6].
- Baimei Shen - Dio cinese della prostituzione e dei bordelli. Al suo primo incarico con un cliente, una prostituta avrebbe dovuto fare sacrifici per lui. Secondo una tradizione successiva, il cliente avrebbe dovuto fare lo stesso quando avesse visitato per la prima volta un bordello[7].
- Han Shn, Saggio dell'armonia amorosa[senza fonte]
- Shi Dei, Saggio dell'Unità[senza fonte]
- Qian Keng (alias Peng Zu), dio del sesso.
- Nüwa - Dea dei gioielli, della musica nuziale e del matrimonio. Rappresenta il Cielo e il desiderio sessuale senza fine tra le coppie sposate.
- Chuang Mu - dea cinese della camera da letto[8]. Lei e suo marito Chuang Gong presiedono a tutto quello che può accadere in camera da letto, tra cui il sesso, il sonno, il parto, il recupero dalla malattia, ecc[9].
- Re Zhou di Shang (Di Xin), uno dei peggiori tiranni della storia cinese. Egli è conosciuto come il dio della sodomia.[senza fonte]

### Egizia
- Bes - dio della musica, della danza e del piacere sessuale
- Hathor - la dea del cielo, dell'amore, della bellezza e della musica.
- Bastet - dea dei felini, dell'amore, della sessualità, dei profumi, della bellezza e della danza.

### Etrusca
- Albina - dea dell'aurora e protettrice degli innamorati sfortunati.

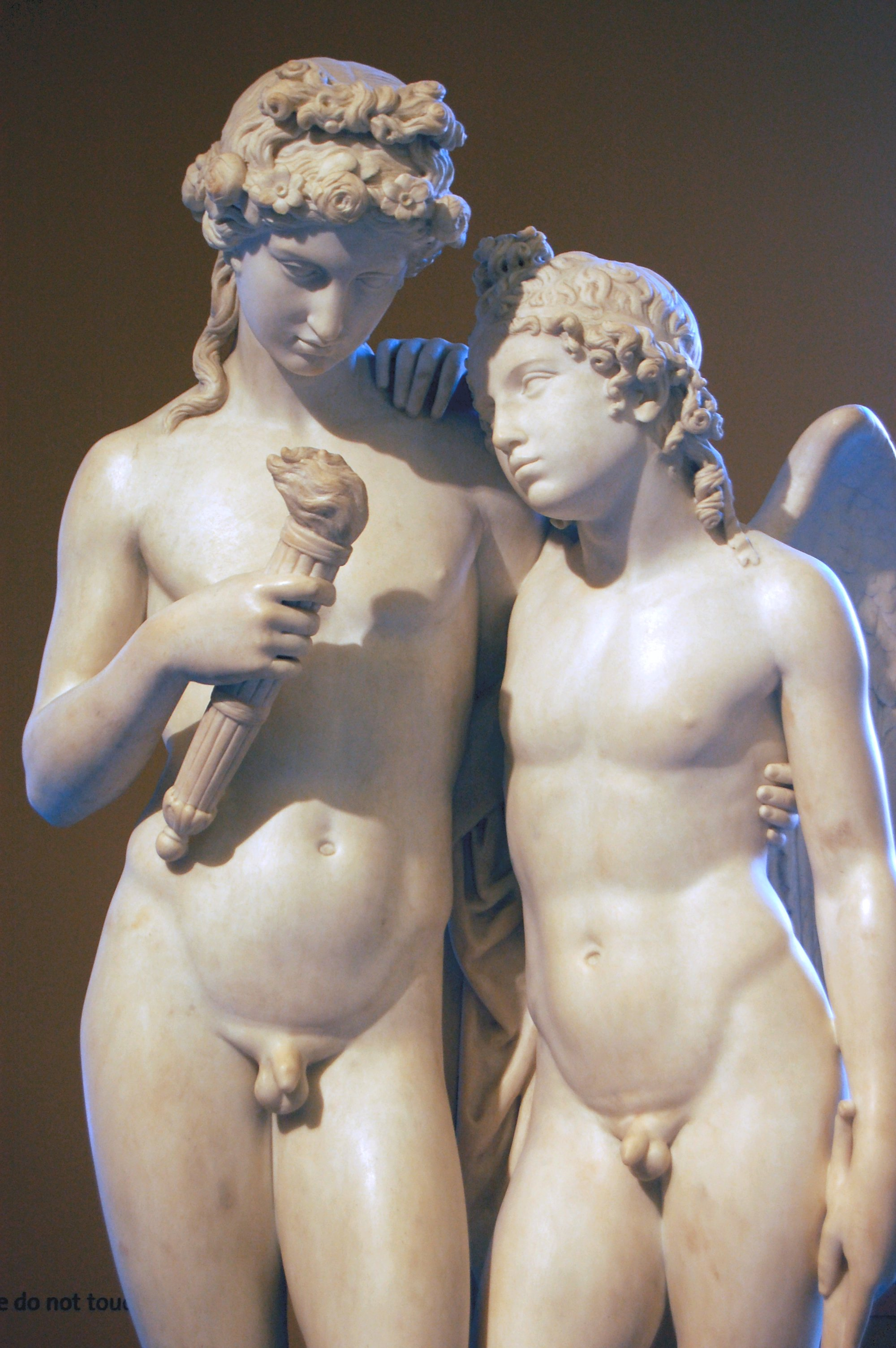
Cupido riaccende la torcia di Imene, scultura di George Rennie

- Turan - dea dell'amore e della vitalità.

### Greche
- Afrodite - dea dell'amore, della sessualità e della bellezza.
- Gli Eroti:
  - Anteros - dio dell'amore corrisposto.
  - Eros - dio dell'amore e del desiderio sessuale.
  - Himeros - dio del desiderio sessuale.
  - Hedylogos - dio delle dolci parole sussurrate e delle lusinghe.
  - Imene - dio dei matrimoni e dei canti nuziali.
  - Pothos - Personificazione del rimpianto e del senso di nostalgia che si prova quando una persona amata è lontana.
- Peito - personificazione della persuasione e della seduzione.
- Pan - Il dio dei pastori e delle greggi, della natura e della fauna selvatica delle zone più impervie e monuose, della caccia e della musica in stile rustico (vedi il flauto di Pan); si accompagna spesso e volentieri con le ninfe, anch'esse associate con la sessualità e le divinità della fertilità. Famoso per i suoi accentuati poteri sessuali, è spesso raffigurato con un grande fallo in erezione. Diogene di Sinope, scherzando, parla di un mito in cui Pan, imparata la masturbazione da suo padre, Hermes, ne insegnò l'abitudine ai pastori. La più grande conquista di Pan era quella della dea lunare Selene, che conquistò avvolgendosi in una pelle di pecora per nascondere la sua forma nera e pelosa di capra, e trandola dal cielo nella foresta dove la sedusse.
- Philotes - Dea minore, personificazione dell'affetto e della passione.

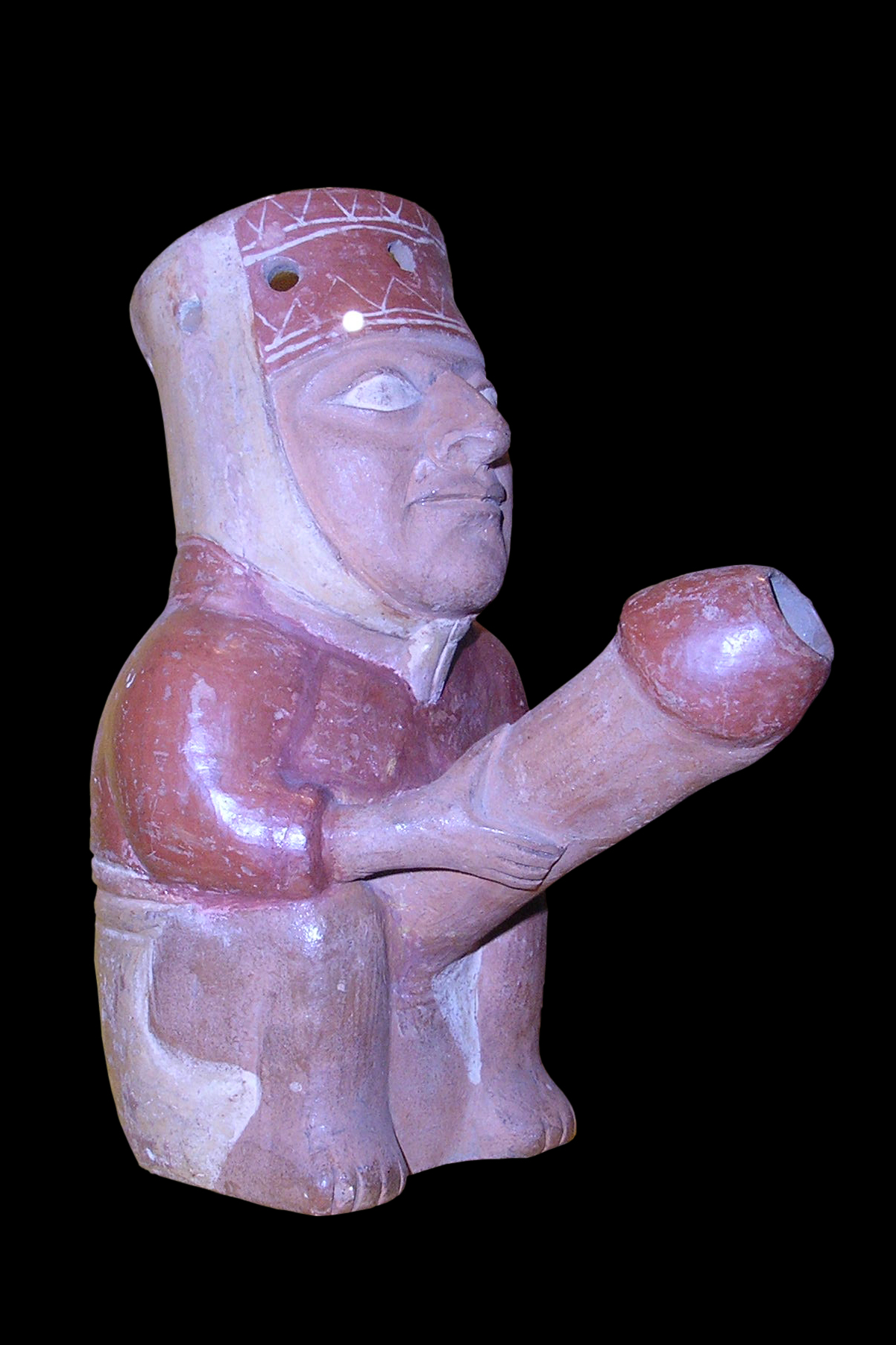
Kurupi in rappresentazione itifallica

- Erato - è una dea-musa: è la musa del canto corale e della poesia amorosa.

### Guarani
- Kurupi - dio della sessualità e della fertilità.

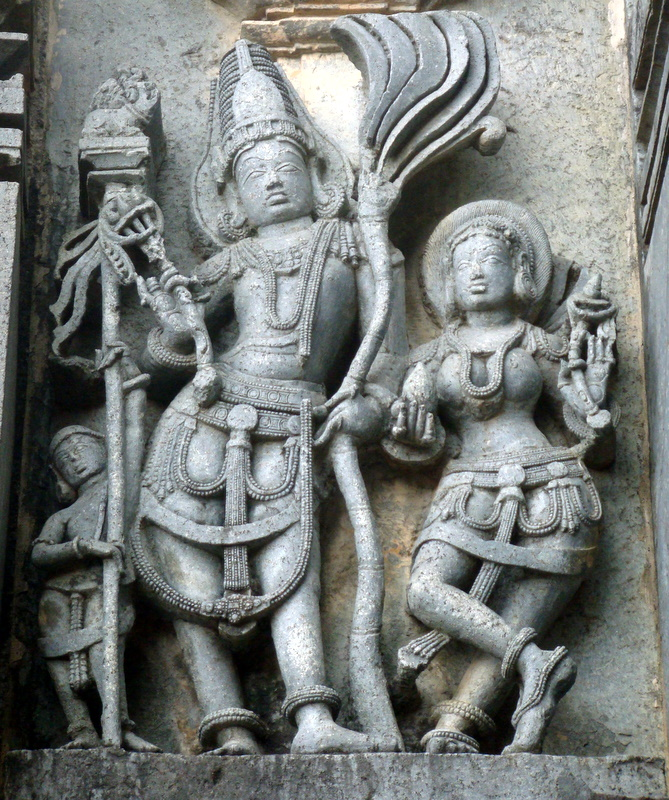
Kama con Rati, su una parete del Tempio Chennakesava a Belur

### Induista
- Kamadeva o Manmadhan o Kama, dio dell'amore.
- Parvati - la dea dell'amore, della devozione allo sposo e della fertilità.
- Rati - dea della sessualità e del piacere sessuale.

### Lituana
- Milda - dea dell'amore e della libertà.

### Marocchina
- Aisha Kandisha

### Mesopotamica
- Inanna o Ishtar - dea dell'amore sessuale, divinità della fertilità e della guerra.
- Nanea - dea che personifica la voluttà e sensualità.

### Nordica e germanica
- Freyja - dea associata con l'amore, la bellezza e la magia, lo sciamanesimo, il Seiðr, il sacrificio, la guerra, la morte, e la sessualità.
- Freyr - adorato come una divinità della fertilità dal simbolismo fallico, si diceva che suo compito precipuo era quello di "elargire pace e piacere sui mortali".
- Frigg - dea del matrimonio, le donne sposate, il dovere di famiglia, e la divinazione.
- Sjöfn - dea associata con l'amore.

### Romana
- Venere - l'equivalente romano della dea greca Afrodite.
- Cupido - l'equivalente romano del dio greco Eros o "Amore".
- Suadela/Suada - l'equivalente romano della dea greca Peito.

### Slava
- Dogoda - lo spirito polacco del vento di ponente, associato con l'amore e la dolcezza sentimentale.
- Dzydzilelya - dea polacca dell'amore e del matrimonio, della sessualità e della fertilità.
- Lada (divinità) - divinità fakelore dell'armonia, allegria, gioventù, amore e bellezza.
- Siebog - dio dell'amore e del matrimonio, consorte di Ziva.
- Živa - dea dell'amore e divinità della fertilità.

### Vudu
- Erzulie - loa associata all'amore e alla bellezza, al matrimonio, al lusso e alla danza.

### Yoruba
- Oshun - orisha che regna sull'amore, sulla salute e sulla fertilità.